# Защитникам Советского Заполярья в годы Великой Отечественной войны
Мемориал «Защитникам Советского Заполярья в годы Великой Отечественной войны» («Алёша») — мемориальный комплекс в Ленинском округе города Мурманска. Объект культурного наследия Российской Федерации регионального значения (2010).

## История
Инициатором сбора средств на сооружение памятника в октябре 1965 года стал коллектив плавмастерской «Резец» предприятия «Мурмансельдь». В 1966 году было принято распоряжение Совета Министров РСФСР об установке памятника. Изначально для установки монумента рассматривались площадь Пять Углов или сопка в конце проспекта Ленина, но в итоге была выбрана сопка на Зелёном Мысе, возвышающаяся над городом и Кольским заливом на 173 метра. Памятник был заложен 10 октября 1969 года, а к его возведению приступили в мае 1974 года. К 30-летию разгрома немецко-фашистских войск в Заполярье — 19 октября 1974 года состоялось открытие монумента.Тогда же у подножия памятника были замурованы две капсулы. Одна с морской водой с места героической гибели легендарного корабля «Туман», другая — с землёй из мест боёв в Долине Славы и на рубеже Верман.
Проект комплекса был разработан архитектором И. А. Покровским и скульптором И. Д. Бродским. Возведён Московским скульптурно-производственным комбинатом Художественного фонда СССР (подготовительные работы), управлением «Союзвзрывпром» (создание котлована) и трестом «Мурманскморстрой».
Вот как описывает торжественное открытие мемориала Т. Владимирова:
Открытие мемориала было приурочено к 30-летию разгрома немецко-фашистских войск в Заполярье. В 11 часов началось шествие многотысячной колонны. Впереди двигались два бронетранспортёра. На прицепе головного — орудийный лафет, на котором установлены урна с останками Неизвестного солдата и две капсулы. В одной — морская вода с места геройской гибели легендарного корабля «Туман», в другой — политая кровью защитников земля из Долины Славы и из района боёв на рубеже Верман.
Юными мурманчанами во время открытия памятника была дана клятва:
Десятилетия прошли со дня Победы. Годы сменяются годами, поколения — поколениями. Но пока стучат наши сердца, мы будем помнить тех, кто в последнем броске навстречу победе погиб, защищая Родину.
Стоявший на рейде в Кольском заливе крейсер «Мурманск» салютовал 30 залпами в честь праздника и открытия мемориала.
9 мая 1975 года в мемориальном комплексе прошло торжественное перезахоронение останков Неизвестного солдата и был зажжён Вечный огонь, перенесённый к подножию Алёши от памятника воинам 6-й героической комсомольской батареи. 
В октябре 2004 года, к 60-й годовщине победы советских войск в Заполярье, мемориал дополнила аллея памятных плит городов-героев. Под ними были заложены капсулы с землёй из этих городов.
3 октября 2008 года у монумента был установлен памятный знак «Труженикам военного Мурманска».
В 2010 году с памятника Защитникам Советского Заполярья началась акция телеканала Россия «Чудеса России с высоты птичьего полёта».

## Состав мемориала

Голова солдата

Основной в мемориале является монолитная фигура солдата в плащ-палатке, с автоматом за плечом. Высота постамента памятника — 7 метров, высота статуи — 35,5 метра. Высота же всего монумента 42 метра, вес полой внутри скульптуры 5376 тонн. Статуя «Алёши» уступает по высоте в России лишь волгоградской статуе «Родина-мать». Памятник относится к одним из высочайших памятников России.
Взгляд воина устремлён на запад, в сторону Долины Славы, где во время Великой Отечественной войны проходили наиболее ожесточённые бои на подступах к Мурманску. Перед монументом располагается подиум с Вечным огнём, который был выполнен из блоков природного камня чёрного цвета. Чуть выше, рядом с фигурой солдата — покатая трёхгранная пирамида. По замыслу авторов — это приспущенное в знак скорби по павшим воинам боевое знамя. В ней первоначально предполагалось разместить музейную экспозицию. Рядом с ней находится памятная стела из полированного гранита с наименованиями воинских соединений, оборонявших Заполярье. Надпись на стеле гласит:
Защитникам Заполярья — воинам 14-й армии, 19-й армии, Краснознаменного Северного флота, 7-й воздушной армии, пограничных отрядов № 82, 100, партизанских отрядов «Советский Мурман», «Большевик Заполярья», «Полярник», «Сталинец», «Большевик». Слава отстоявшим эту землю!
Чуть в стороне от монумента находятся два зенитных орудия времён войны. Во время боевых действий на этой вершине находились зенитные батареи, прикрывавшие с воздуха порт и город Мурманск. Широкая центральная лестница ведет к трибуне для почётных гостей, присутствующих при проведении официальных церемоний.
Завершает комплекс аллея памятных плит городов-героев и памятный знак «Труженикам военного Мурманска».

Общий вид мемориала
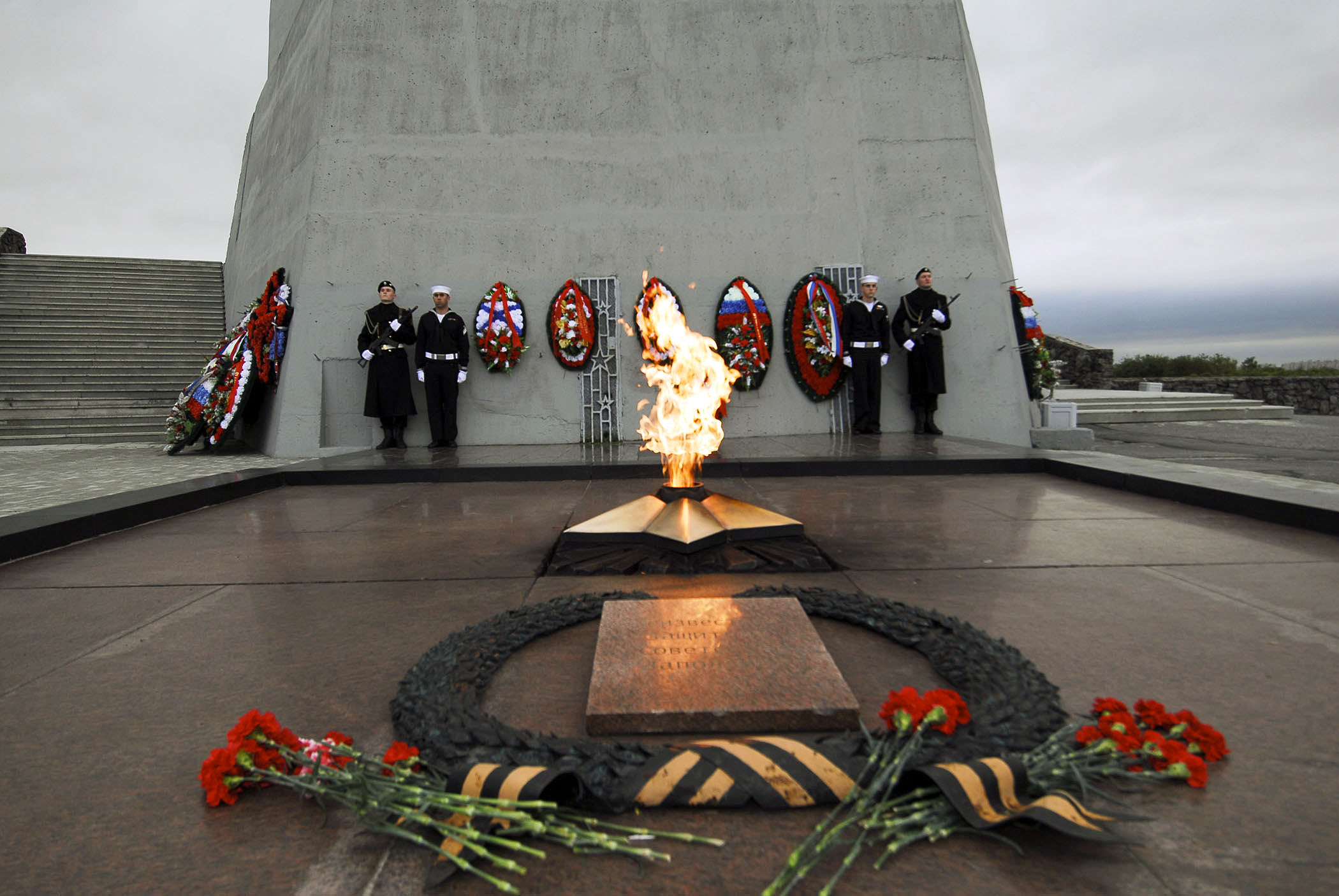
Вечный огонь
Пирамида
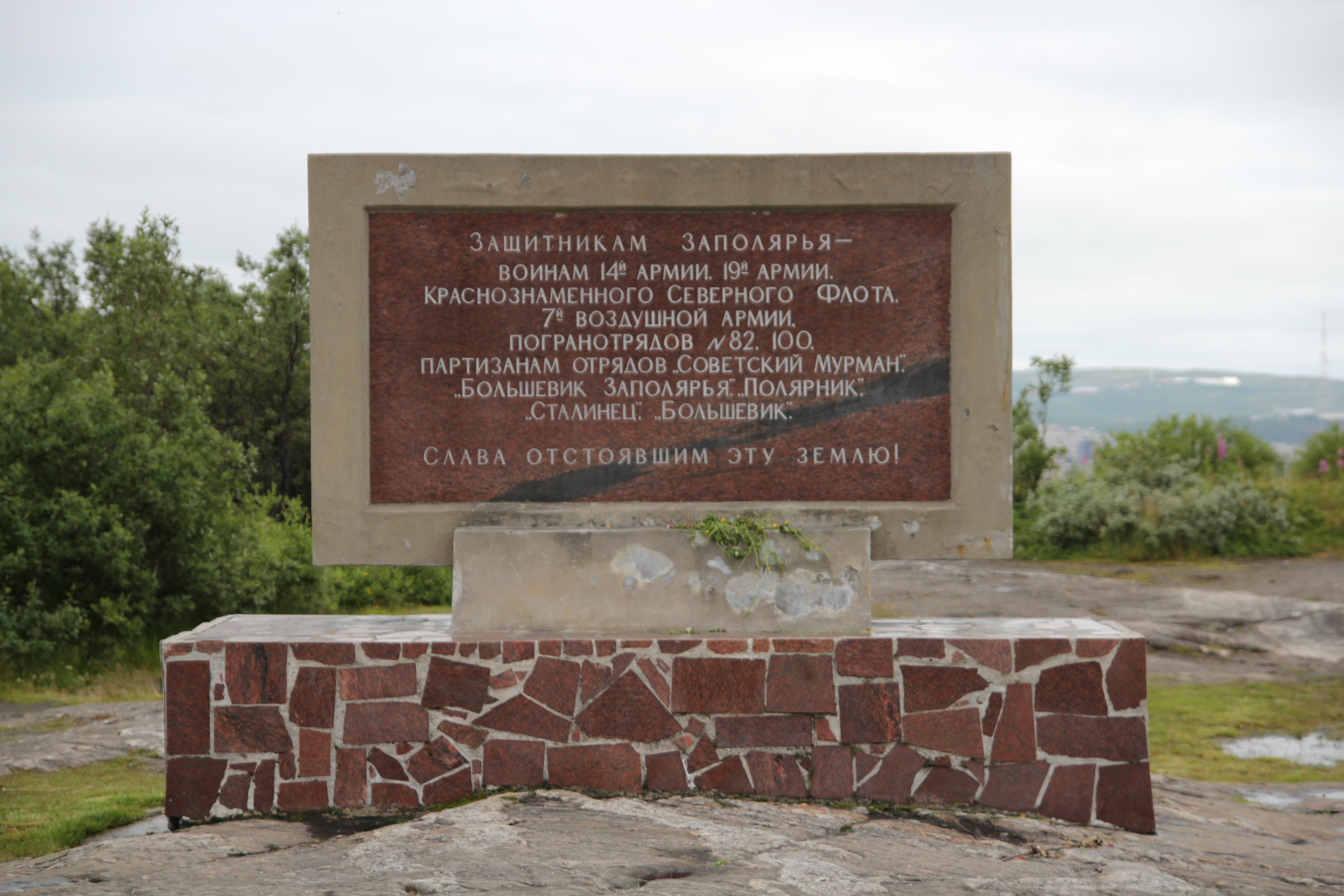
Мемориальная стела
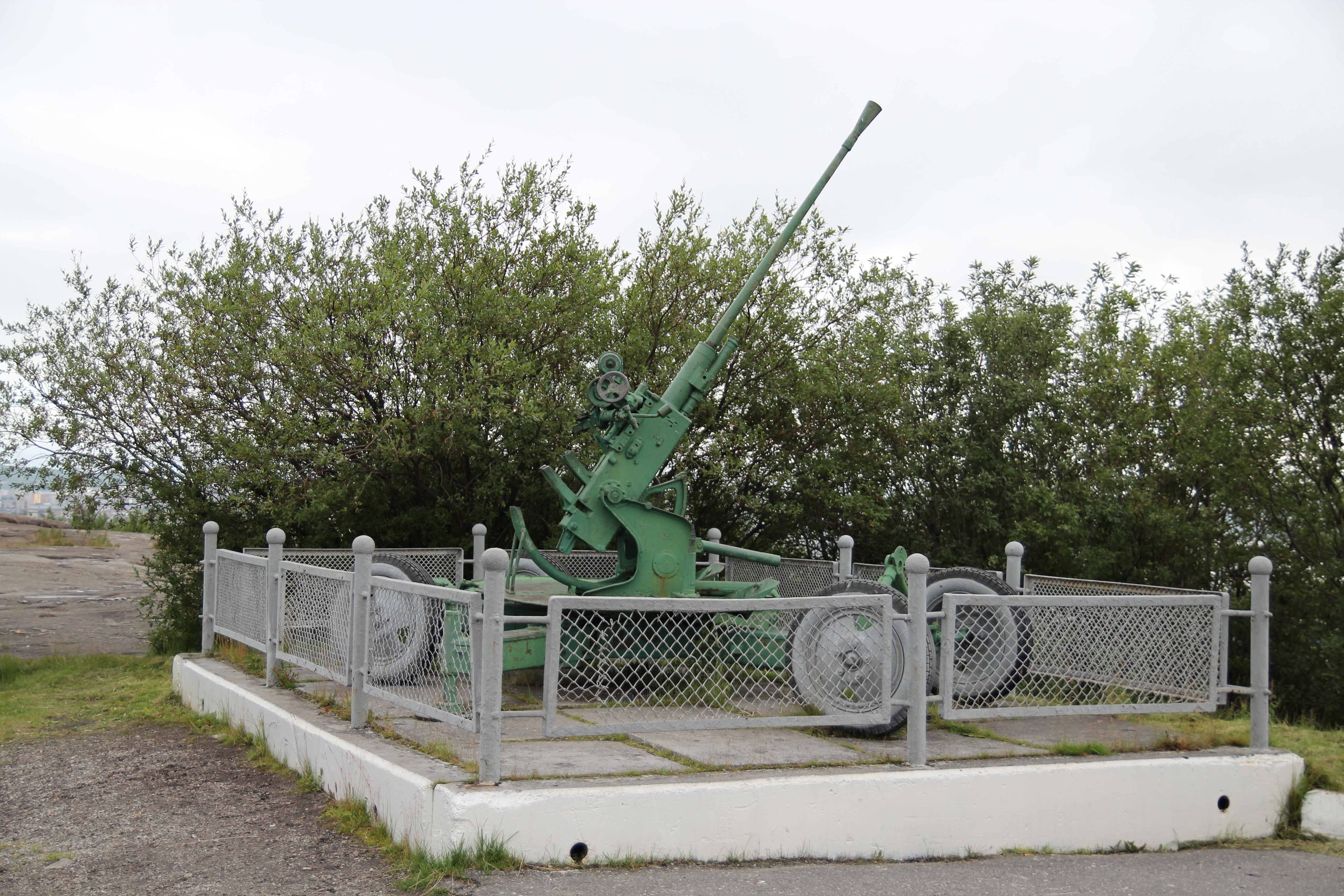
Артиллерийское орудие
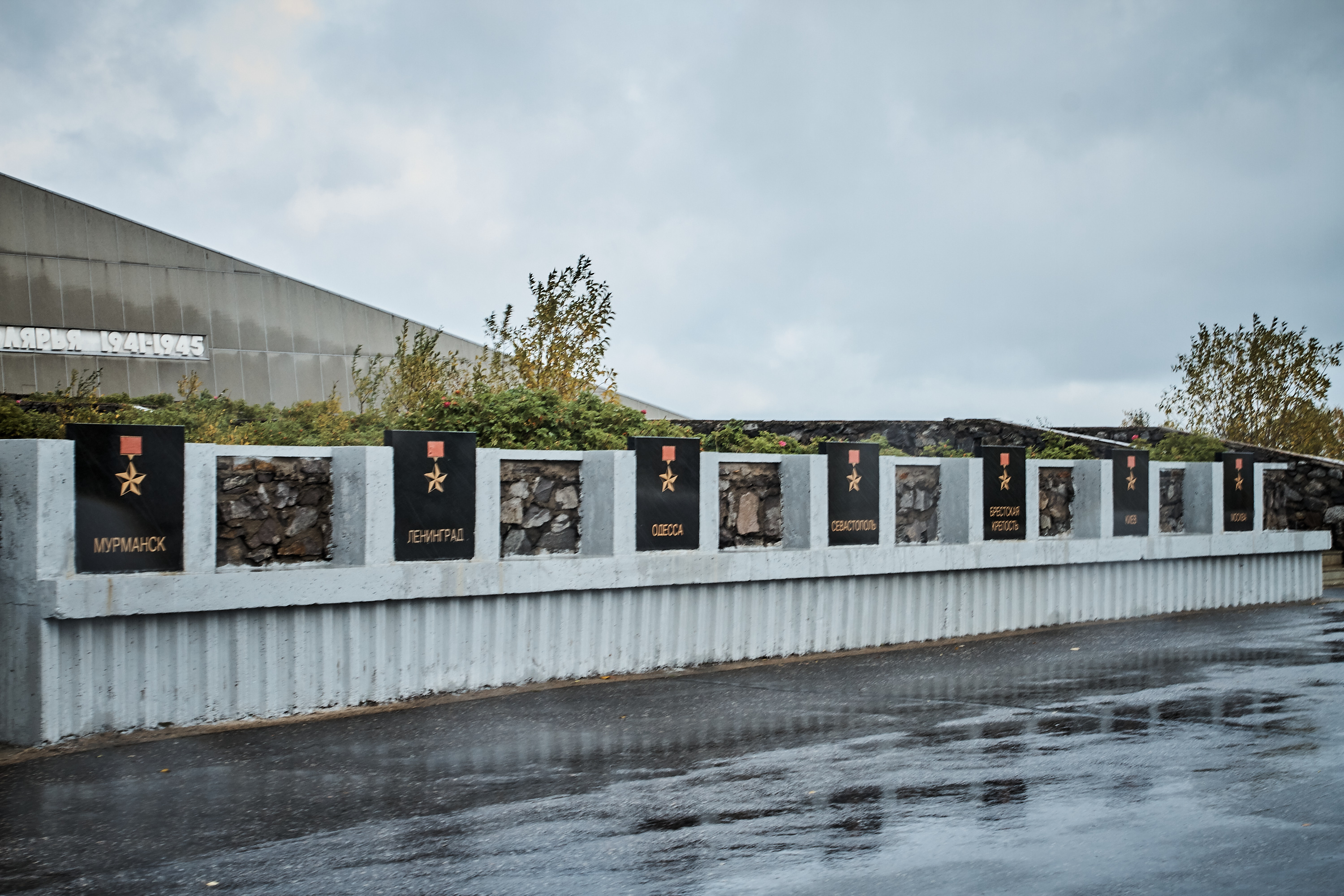
Аллея городов-героев
Труженикам военного Мурманска